# Eva Christina Zeller

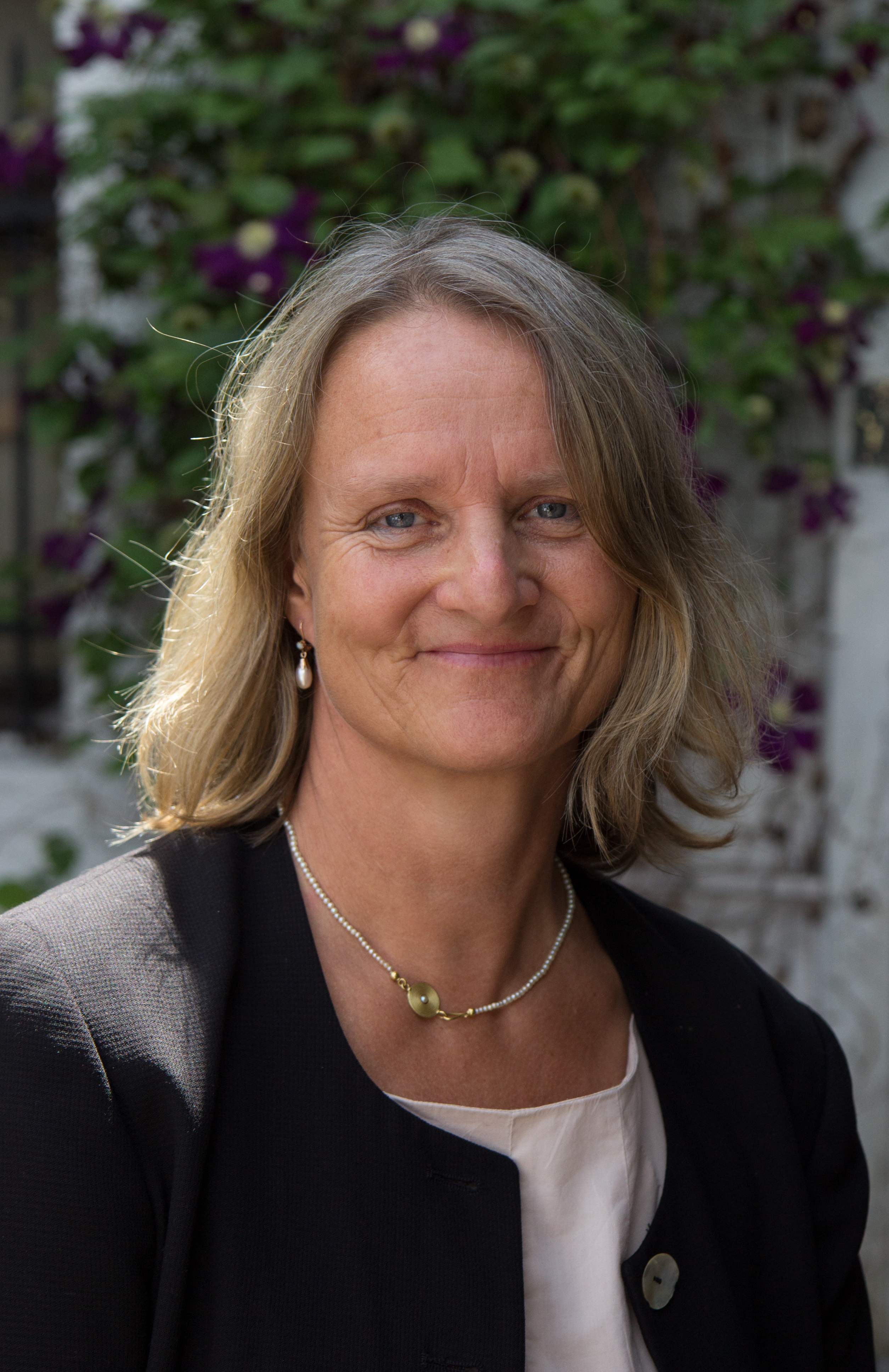
Eva Christina Zeller beim Hausacher Leselenz 2013

Eva Christina Zeller (* 2. Juli 1960 in Ulm) ist eine deutsche Lyrikerin, freie Autorin und Rundfunkjournalistin.

## Leben
Eva Christina Zeller ist in Stuttgart als Tochter eines evangelischen Pfarrers aufgewachsen und hat in Berlin und Tübingen Philosophie, Germanistik, Theaterwissenschaft und Rhetorik studiert. 1988 wurde sie Lektorin an der University of Otago im neuseeländischen Dunedin. Heute arbeitet sie als freie Autorin und unterrichtet kreatives Schreiben am Leibniz Kolleg der Universität Tübingen und an anderen Einrichtungen der Erwachsenenbildung. Ihr Werk umfasst Prosatexte, Theaterstücke und Gedichtbände. Sie lebt in Tübingen und ist Mutter von zwei Töchtern.

## Werk
Zeller publiziert Gedichte, seit sie 21 Jahre alt ist. Charakteristisch für ihre Lyrik sind assoziative, oft in Satzfragmente gefasste Naturbilder. Es ist nicht so sehr die Gesellschaft, in der sich das Ich spiegelt, sondern Bäume und das Meer, der Wechsel der Jahreszeiten und des Lichts. Außerdem sind Tiere in ihren Gedichten vieldeutige nahe Verwandte, in denen sich das lyrische Ich weiterdenkt. Ein anderer wichtiger Motivbereich sind scheinbar banale Alltagsgegenstände, in denen sich Hoffnung oder Verlorenheit des menschlichen Lebens spiegelt, oft auch Gegenstände aus der griechischen Mythologie oder den Grimm’schen Märchen, beispielsweise Brote, die aus dem Ofen geholt werden wollen als Metapher für einen Wunsch nach Erlösung. Im Gedichtband Die Erfindung deiner Anwesenheit (2012) geht es in 99 Kurzgedichten in radikal verknappter Form um das Thema der Trauer um einen Verstorbenen. Die Lyrik Zellers wurde von vielen namhaften Autoren gewürdigt, darunter Paul Hofmann, Walter Jens, Karl-Josef Kuschel und Kurt Marti.
Ihr erstes Prosawerk Unterm Teppich – Roman in 61 Bildern wurde von Denis Scheck bei WDR3 vorgestellt. „Das ist so gut verdichtete Prosa, dass man nach den 61 Episoden das Gefühl hat, einen großen Lebensroman gelesen zu haben.“

## Auszeichnungen
- Stipendium des Förderkreises deutscher Schriftsteller in Baden-Württemberg (1985, 1987, 1988)
- Stipendium der Kunststiftung Baden-Württemberg (1988)
- Stipendium des Landes Baden-Württemberg (1989)
- Thaddäus-Troll-Preis (1989)
- Stipendium  der Akademie Schloss Solitude (1990)
- Preis der „Akademiepreisfrage“ der Bundesakademie für kulturelle Bildung Wolfenbüttel (2009)
- Stipendium Esslinger Bahnwärter (2010)
- Finalistin Lyrikpreis Meran (2010)
- Venedig-Stipendium des Kulturstaatsministeriums (2014)[8]
- Akademiepreis der Akademie für gesprochenes Wort zum Wettbewerb „Wächst das Rettende auch?“ zur Coronakrise (2021)

## Werke
- Wort-Bilder. Gedichte. Privatdruck 1981
- Das Meer kennt kein Meer. Gedichte. Edition Skarabäus, Tübingen 1985. ISBN 978-3-924565-04-6.
- Ingeborg Bachmann: Der Fall Franza. Eine Analyse. Peter Lang, Frankfurt am Main u. a. 1988. ISBN 978-3-8204-0149-3.
- Requiem. 12 Gedichte. Privatdruck 1987
- Folg ich dem Wasser. Gedichte. Edition Isele, Eggingen 1988. ISBN 978-3-925016-29-5.
- Stiftsgarten Tübingen. Klöpfer & Meyer, Tübingen 2002. ISBN 978-3-421-05718-1.
- Mütter. 133 Kurzgedichte. Edition Ebersbach, Berlin 2006. ISBN 978-3-938740-10-1.
- Liebe und andere Reisen. Gedichte. Klöpfer & Meyer, Tübingen 2007. ISBN 978-3-940086-06-8.
- Die Erfindung deiner Anwesenheit. 99 Gedichte, ein Zyklus. Klöpfer & Meyer, Tübingen 2012. ISBN 978-3-86351-047-3.
- Auf Wasser schreiben. Gedichte. Klöpfer & Meyer, Tübingen 2016. ISBN 978-3-86351-412-9.
- Proviant von einer unbewohnten Insel. Gedichte. Verlag Klöpfer, Narr, Tübingen 2020. ISBN 978-3-7496-1030-3.
- Unterm Teppich. Roman in 61 Bildern. Alfred Kröner Verlag, Stuttgart 2022. ISBN 978-3-520-76401-0.
- Muttersuchen. Roman. Alfred Kröner Verlag, Stuttgart 2024. ISBN 978-3-520-76403-4.